# 비동역
비동역(Bidong station, 肥洞驛)은 경상북도 봉화군 소천면에 위치한 영동선의 임시승강장이다.
분천역과 양원역 사이 영주 기점 63.5km 지점에 설치되어 있으며 2013년 영업 개시 이래 백두대간협곡열차와 동해산타열차가 정차하였으나, 2022년 8월 16일부로 모든 여객 열차가 통과한다.
승강장 외에 다른 건축물은 없으며, 비동역에서 분천역 간 트래킹 코스(아름다운 호수길) 및 양원역을 연결하는 트래킹 코스(체르마트길)와 승부역을 연결하는 등산코스(고요 숲길)가 있다.

## 역사
- 2013년 4월 12일 : 임시승강장 설치
- 2014년 4월 15일 : 공식적으로 영주 기점 63.5km 위치에 임시승강장으로서 비동역 개업[1]
- 2020년 8월 19일 : 동해산타열차 영업개시
- 2022년 8월 16일 : 여객 취급 중지

## 참조
1. ↑  국토교통부고시 제2014-170호, 2014년 4월 3일.